# فيكي غراو
فيكي غراو هي متزحلقة أندورية، ولدت في 8 أبريل 1975 في سانت جوليا دي لوريا في أندورا.

## وصلات خارجية
- فيكي غراو على موقع الاتحاد الدولي للتزلج (التزلج على المنحدرات الثلجية) (الإنجليزية)
- فيكي غراو على موقع اللجنة الأولمبية الدولية (الإنجليزية)
- فيكي غراو على موقع أوليمبيديا (الإنجليزية)